# Косаревський Іван Олександрович
Іва́н Олекса́ндрович Косаре́вський (нар. 9 лютого 1912, Голубівський Рудник — пом. 22 лютого 1989, Київ) — український радянський фахівець з паркової архітектури, кандидат архітектури з 1950 року; член Спілки архітекторів України з 1946 року. Чоловік скульпторки Анастасії Косаревської, батько художника Костянтина Косаревського.

## Біографія
Народився 9 лютого 1912 року в селищі Голубівський Рудник (тепер місто Голубівка, Луганська область, Україна). У 1930—1934 роках навчався на живописному факультеті Київського художнього інституту (викладач Микола Рокицький). 1940 року закінчив архітектурний факультет Київського художнього інституту (викладач Володимир Заболотний). 
У 1940—1947 роках викладав у Дніпропетровському художньому технікумі. У 1947–1955 роках працював у Науково-дослідницькому інституті містобудування; у 1955—1978 роках — у Науково-дослідницькому інституті теорії та історії архітектури в Києві.
Помер у Києві 22 лютого 1989 року.

## Твори
Автор друкованих праць про мистецтво паркового ландшафту, зокрема, про комплекси в Алупці, Білій Церкві, Сокиринцях, Умані та інше. Серед робіт:
- «Софіївка». Київ, 1951; 1956—1969;
- «Садиба в Сокиринцях». Київ, 1959;
- «Алупкинский парк». Київ, 1961 (у співавторстві);
- «Парки України». Київ, 1961;
- «Тростянецкий парк». Київ, 1963;
- «Як створити сільський парк». Київ, 1965; 1969;
- «Міські парки». Київ, 1967;
- «Композиція міського парку». Київ, 1971; 1977;
- «Искусство паркового пейзажа». Москва, 1977 (рос.).